# Café Hack (radioprogram)
 For alternative betydninger, se Café Hack. (Se også artikler, som begynder med Café Hack)
Café Hack var et dansk radioprogram fra Danmarks Radio – (P4), som blev sendt første gang på en hverdag, mandag den 6. januar 2003.
Fra januar 2004 blev programmet flyttet til om søndagen.
Radioprogrammet var baseret på gæster, interview med kendte personer, musik og underholdning. Café Hack havde Søren Dahl som vært og Kristian Borregaard som producer.
Café Hack blev optaget på den århusianske teatercafé med samme navn eller på turné ude i landet, første gang på Bornholm i 2012.
Den 1. marts 2017 lukkede Danmarks Radio programmet, efter at det kom frem, at der var blevet opkrævet betaling for at få besøg af Café Hack, når programmet var ude i landet og sende.
SK Productions lancerede efterfølgende et nyt program, ligeledes optaget på Café Hack i Aarhus, med titlen Dahl på Hack i samarbejde med YouSee.